# 다빈치의 악마들
《다빈치의 악마들》(영어: Da Vinci's Demons)는 2013년부터 2015년까지 방영된 미국의 드라마이다.